# Eucalyptus platycorys
Eucalyptus platycorys ist eine Pflanzenart innerhalb der Familie der Myrtengewächse (Myrtaceae). Sie kommt im Süden von Western Australia vor und wird dort „Boorabbin Mallee“ oder „Booragin Mallee“ genannt.

## Beschreibung

### Erscheinungsbild und Blatt
Eucalyptus platycorys wächst in der Wuchsform der Mallee-Eukalypten, dies ist eine Wuchsform, die mehr strauchförmig als baumförmig ist, es sind meist mehrere Stämme vorhanden, die einen Lignotuber ausbilden; oder gelegentlich auch als Baum, der Wuchshöhen von 2 bis 12 Meter erreicht. Die grau-braune Borke ist am gesamten Baum glatt oder am unteren Teil es Stammes rau und fasrig stückig und an die oberen Teilen des Baumes glatt. Öldrüsen gibt es in der Borke.
Bei Eucalyptus platycorys liegt Heterophyllie vor. Die Laubblätter sind stets in Blattstiel und -spreite gegliedert. Der Blattstiel ist schmal abgeflacht oder kanalförmig. An mittelalten Exemplaren ist die Blattspreite lanzettlich bis eiförmig, gerade, ganzrandig und matt grau-grün. Die auf Ober- und Unterseit gleichfarbig glänzend grünen Blattspreiten an erwachsenen Exemplaren sind schmal-lanzettlich, gerade, relativ dick, verjüngen sich zur Spreitenbasis hin und besitzen ein spitzes oberes Ende. Die erhabenen oder kaum sichtbaren Seitennerven gehen in einem spitzen Winkel vom Mittelnerv ab. Die Keimblätter (Kotyledone) sind umgekehrt nierenförmig.

### Blütenstand und Blüte
Seitenständig an einem bei einer Breite von bis zu 3 mm im Querschnitt schmal abgeflachten oder kantigen Blütenstandsschaft stehen in einem einfachen Blütenstand nur etwa drei Blüten zusammen. Die Blütenknospen sind zylindrisch, keulenförmig oder konisch und nicht blaugrün bemehlt oder bereift. Die Kelchblätter bilden eine Calyptra, die früh abfällt. Die glatte Calyptra ist halbkugelig oder konisch, so lang wie der glatte oder gestreifte Blütenbecher (Hypanthium) und breiter als dieser. Die Blüten sind cremeweiß. Die Blütezeit in Western Australia ist Juli bis Oktober.

### Frucht
Die Frucht ist zylindrisch oder glockenförmig. Der Diskus ist eingedrückt, die Fruchtfächer sind eingeschlossen.

## Vorkommen
Das natürliche Verbreitungsgebiet von Eucalyptus platycorys liegt im Süden von Western Australia, zwischen Kalgoorlie-Boulder und Esperance. Eucalyptus platycorys kommt in den selbständigen Verwaltungsbezirken Bruce Rock, Coolgardie, Dundas, Esperance, Kalgoorlie-Boulder, Kondinin, Lake Grace, Menzies, Merredin, Narembeen und Yilgarn in den Regionen Goldfields-Esperance und Wheatbelt vor.
Eucalyptus platycorys wächst auf weißen, gelben oder roten Sandböden oder sandigen Lehmböden, manchmal mit Kies. Eucalyptus platycorys findet man auf hügeligen Ebenen, Sanddünen oder an den Ufern von Salzseen.

## Taxonomie
Die Erstbeschreibung von Eucalyptus platycorys erfolgte 1929 durch Joseph Maiden in A Critical Revision of the Genus Eucalyptus, Volume 8 (1), S. 42. Das Typusmaterial weist die Beschriftung „Known only from Boorabbin west of Coolgardie. Western Australia (Dr. A. Morrison, 16th January, 1906“ auf. Synonyme für Eucalyptus platycorys Maiden & Blakely sind Eucalyptus helmsii Maiden & Blakely und Eucalyptus scyphocalyx subsp. triadica L.A.S.Johnson & K.D.Hill.